# Derechos humanos

Logotipo de los derechos humanos. Más de 15.300 propuestas de 190 países, un jurado internacional junto con la comunidad de Internet seleccionó un símbolo universal de los derechos humanos.

Los derechos humanos (DD. HH.) son principios o normas morales que establecen ciertas pautas para el comportamiento humano, y a menudo se consagran como derechos legales tanto en el derecho interno como en el internacional. Estos derechos se reconocen universalmente como derechos inalienables y fundamentales que todo individuo posee por el simple hecho de ser humano, según la Organización de las Naciones Unidas (ONU) y sus países miembros, independientemente de su edad, origen étnico, ubicación, idioma, religión, etnia o cualquier otra condición. Encarnan los principios de universalidad e igualitarismo, afirmando la ONU que todos los seres humanos tienen los mismos derechos, sin discriminación. Los derechos humanos son esenciales para fomentar la empatía y el imperio de la ley, e imponen a los individuos la obligación de respetar los derechos de los demás. En general, se acepta que los derechos humanos no pueden ser revocados salvo en circunstancias específicas, siguiendo el debido proceso.
La doctrina de los derechos humanos ha ejercido una profunda influencia en el derecho internacional, así como en el funcionamiento de las instituciones mundiales y regionales. Las acciones emprendidas por los Estados y las organizaciones no gubernamentales en apoyo de los derechos humanos se han convertido en una piedra angular de la políticas públicas en todo el mundo. El discurso en torno a los derechos humanos se considera a menudo el lenguaje moral de la sociedad mundial en tiempos de paz, lo que pone de relieve el importante papel que desempeñan estos derechos en la configuración de las normas y los valores internacionales. A pesar de su aceptación generalizada, el concepto de derechos humanos sigue suscitando debate y escepticismo, sobre todo en lo que respecta a su contenido, naturaleza y justificación. La definición de lo que constituye un «derecho» sigue siendo un tema polémico, con continuas discusiones filosóficas sobre el alcance y el fundamento de los derechos humanos.
Existe un amplio consenso en que los derechos humanos abarcan un amplio abanico de derechos, como el derecho a un juicio justo, la protección contra la esclavitud, la prohibición del genocidio, la libertad de expresión y el derecho a la educación. Sin embargo, hay opiniones divergentes sobre qué derechos específicos deben englobarse en el marco general de los derechos humanos. Algunos sostienen que los derechos humanos deben representar una norma mínima para evitar los abusos más atroces, mientras que otros abogan por una interpretación más amplia que abarque un nivel de protección más elevado. Además, la noción de que los derechos humanos son otorgados divinamente ha sido tanto apoyada como criticada.
El concepto moderno de los derechos humanos surgió tras la Segunda Guerra Mundial y el Holocausto, lo que llevó a la adopción de la Declaración Universal de los Derechos Humanos por la Asamblea General de las Naciones Unidas en 1948. Esto supuso un alejamiento significativo de la antigua concepción de los derechos, que no abarcaba la idea de los derechos humanos universales. El precursor del discurso contemporáneo sobre los derechos humanos fue el concepto de derechos naturales, que adquirió prominencia durante la Ilustración europea a través de las obras de filósofos como Juan Locke, Francisco Hutcheson y Juan Jacobo Burlamaqui. Esta tradición desempeñó un papel crucial en el discurso político de importantes acontecimientos históricos, como la Revolución de las Trece Colonias y la Revolución francesa.

La Libertad guiando al pueblo, por Eugène Delacroix (1830). Los derechos humanos fueron recogidos en las leyes —positivación— a raíz de las revoluciones burguesas de los siglos XVII y XVIII: la Revolución inglesa, la Revolución Americana y la Revolución francesa; esta última promovió la aprobación, en la Asamblea Nacional de 26 de agosto de 1789, de la Declaración de los Derechos del Hombre y del Ciudadano. La ONU aprobó, el 10 de diciembre de 1948, la Declaración Universal de los Derechos Humanos que recoge en sus 36 artículos los derechos humanos considerados básicos.

La evolución de los derechos humanos a lo largo de la segunda mitad del siglo XX estuvo influida por el deseo colectivo de abordar y prevenir las atrocidades de la esclavitud, la tortura, el genocidio y los crímenes de guerra. En este periodo se reconoció la vulnerabilidad humana y se admitió que la protección de los derechos humanos es un requisito previo para una sociedad justa. La defensa de los derechos humanos ha persistido hasta principios del siglo XXI, centrándose en la expansión de las libertades económicas y políticas. El desarrollo y la interpretación continuos de los derechos humanos reflejan el compromiso global de defender la dignidad y el valor de cada individuo, sentando las bases de un mundo más equitativo y humano.

## Marco teórico
Se definen como facultades inherentes a la persona, irrevocables, inalienables, intransmisibles e irrenunciables. Por definición, el concepto de derechos humanos es universal (para todos los seres humanos) e igualitario, así como incompatible con los sistemas basados en la superioridad de una casta, etnia, pueblo, grupo o clase social determinados. Según la concepción iusnaturalista tradicional, son además atemporales e independientes de los contextos sociales e históricos.
La doctrina teórica de tales derechos ha realizado un importante esfuerzo por clasificar y sistematizar los derechos humanos. Normalmente se dividen en dos categorías: derechos positivos y derechos negativos. Los derechos negativos, como el derecho a la intimidad o a no sufrir tortura, se definen exclusivamente en términos de obligaciones ajenas de no injerencia; los derechos positivos, por el contrario, imponen a otros agentes, tradicionalmente —aunque ya no de manera exclusiva— el Estado, la realización de determinadas actividades positivas. Otra clasificación muy extendida es la que ordena los derechos humanos en tres o más generaciones, atendiendo por lo general al momento histórico en que se produjo o produce su reivindicación.
Según parte de la doctrina, los derechos humanos no son susceptibles de jerarquización, pues son indivisibles e interdependientes. Para otra parte de la doctrina (Bidart, Rosatti, Ekmekdjian, Riofrío) es posible establecer criterios lógicos, cronológicos, axiológicos, normativos, entre otros, para establecer algún tipo de jerarquía, abstracta o concreta, de los derechos. La tesis más aceptada es que el peso específico del derecho y la determinación de cuál derecho ha de prevalecer en un balanceo de derechos, ha de hacerse en el caso concreto.

### Histórico
Los derechos humanos, herederos de la noción de derechos naturales, son una idea de gran fuerza moral y con un respaldo creciente. Legalmente, se reconocen en el derecho interno de numerosos Estados y en tratados internacionales. Para muchos, además, la doctrina de los derechos humanos se extiende más allá del derecho y conforma una base ética y moral que debe fundamentar la regulación del orden geopolítico contemporáneo. La Declaración Universal de los Derechos Humanos se ha convertido en una referencia clave en el debate ético-político actual, y el lenguaje de los derechos se ha incorporado a la conciencia colectiva de muchas sociedades. Sin embargo, existe un permanente debate en el ámbito de la filosofía y las ciencias políticas sobre la naturaleza, fundamentación, contenido e incluso la existencia de los derechos humanos; y también claros problemas en cuanto a su eficacia, ya que existe una gran desproporción entre lo violado y lo garantizado estatalmente.
El concepto de paz ha tenido un afortunado desarrollo evolutivo, pues llegar a la elaboración conceptual, por la que ahora tomamos partido, ha sido posible gracias a estudios profundos. Han sido valiosos los aportes emanados de los investigadores sobre la paz (Ver II.1.1) quienes revolucionaron los estudios sobre la paz, al proponer una visión amplia y dinámica.
De acuerdo con De Souza Santos, hoy es innegable la hegemonía de los derechos humanos como lenguaje de la dignidad humana. Sin embargo, esta hegemonía debe convivir en una realidad alarmante. La gran mayoría de la población mundial no es sujeto de derechos humanos, sino el objeto de los discursos de derechos humanos.

## Origen cultural
Existe un importante debate sobre el origen cultural de los derechos humanos. Generalmente se considera que tienen su raíz en la cultura occidental moderna, pero existen al menos dos posturas principales más. Algunos afirman que todas las culturas poseen visiones de dignidad que se plasman en forma de derechos humanos, y hacen referencia a proclamaciones como la Carta de Mandén, de 1222, declaración fundacional del Imperio de Malí. No obstante, ni en japonés ni en sánscrito clásico, por ejemplo, existió el término derecho hasta que se produjeron contactos con la cultura occidental, ya que estas culturas han puesto tradicionalmente el acento en los deberes. Existen también quienes consideran que Occidente no ha creado la idea ni el concepto de derechos humanos, aunque sí una manera concreta de sistematizarlos, una discusión progresiva y el proyecto de una filosofía de los derechos humanos.
De acuerdo a lo dispuesto en la Declaración adoptada por consenso de los 171 Estados reunidos en Viena en la Conferencia Mundial de Derechos Humanos en 1993:

“todos los derechos humanos son universales, indivisibles e interdependientes y están relacionados entre sí”.

“Entonces, la universalidad, indivisibilidad e interdependencia son los pilares conceptuales en que trata de sustentarse el reconocimiento y protección internacional de los derechos humanos.”
La universalidad es “inherente a los derechos fundamentales del hombre porque estos son expresiones de la dignidad de todo individuo” y por lo tanto deberían ser aceptados, respetados y garantizados por los Estados no importando el sistema político-ideológico, económico y sociocultural que expresen. Cuestión que viene a ser un tanto ambigua y complicada debido a las distintas cosmovisiones regionales y localistas.
Las teorías que defienden la universalidad de los derechos humanos se suelen contraponer al relativismo cultural, que afirma la validez de todos los sistemas culturales y la imposibilidad de cualquier valoración absoluta desde un marco externo, que en este caso serían los derechos humanos universales. Entre estas dos posturas extremas se sitúa una gama de posiciones intermedias. Muchas declaraciones de derechos humanos emitidas por organizaciones internacionales regionales ponen un acento mayor o menor en el aspecto cultural y dan más importancia a determinados derechos de acuerdo con su trayectoria histórica. La Organización para la Unidad Africana proclamó en 1981 la Carta Africana de Derechos Humanos y de los Pueblos, que recogía principios de la Declaración Universal de 1948 y añadía otros que tradicionalmente se habían negado en África, como el derecho de libre determinación o el deber de los Estados de eliminar todas las formas de explotación económica extranjera. Más tarde, los Estados africanos que acordaron la Declaración de Túnez, el 6 de noviembre de 1993, afirmaron que no puede prescribirse un modelo determinado a nivel universal, ya que no pueden desatenderse las realidades históricas y culturales de cada nación y las tradiciones, normas y valores de cada pueblo. En una línea similar se pronuncian la Declaración de Bangkok, emitida por países asiáticos el 22 de abril de 1993, y la declaración de El Cairo, firmada por la Organización de la Conferencia Islámica el 5 de agosto de 1990.

## Evolución histórica
Muchos filósofos e historiadores del derecho consideran que no puede hablarse de derechos humanos hasta la modernidad en Occidente. Hasta entonces, las normas de la comunidad, concebidas en relación con el orden cósmico, no dejaban espacio para el ser humano como sujeto singular, concibiéndose el derecho primariamente como el orden objetivo de la sociedad. La sociedad estamental tenía su centro en grupos como la familia, el linaje o las corporaciones profesionales o laborales, lo que implica que no se concebían facultades propias del ser humano en cuanto que tal, facultades de exigir o reclamar algo. Por el contrario, todo poder atribuido al individuo derivaba de un doble Estatus: el del sujeto en el seno de la familia y el de esta en la sociedad. Fuera del Estatus no había derechos.
La existencia de los derechos subjetivos, tal y como se piensan en la actualidad, fue objeto de debate durante los siglos XVI, XVII y XVIII. Habitualmente se dice que los derechos humanos son producto de la afirmación progresiva de la individualidad y, de acuerdo con ello, que la idea de derechos del hombre apareció por primera vez durante la lucha burguesa contra el sistema del Antiguo Régimen.
Siendo esta la consideración más extendida, otros autores consideran que los derechos humanos son una constante en la Historia y hunden sus raíces en el mundo clásico.

### Antecedentes remotos

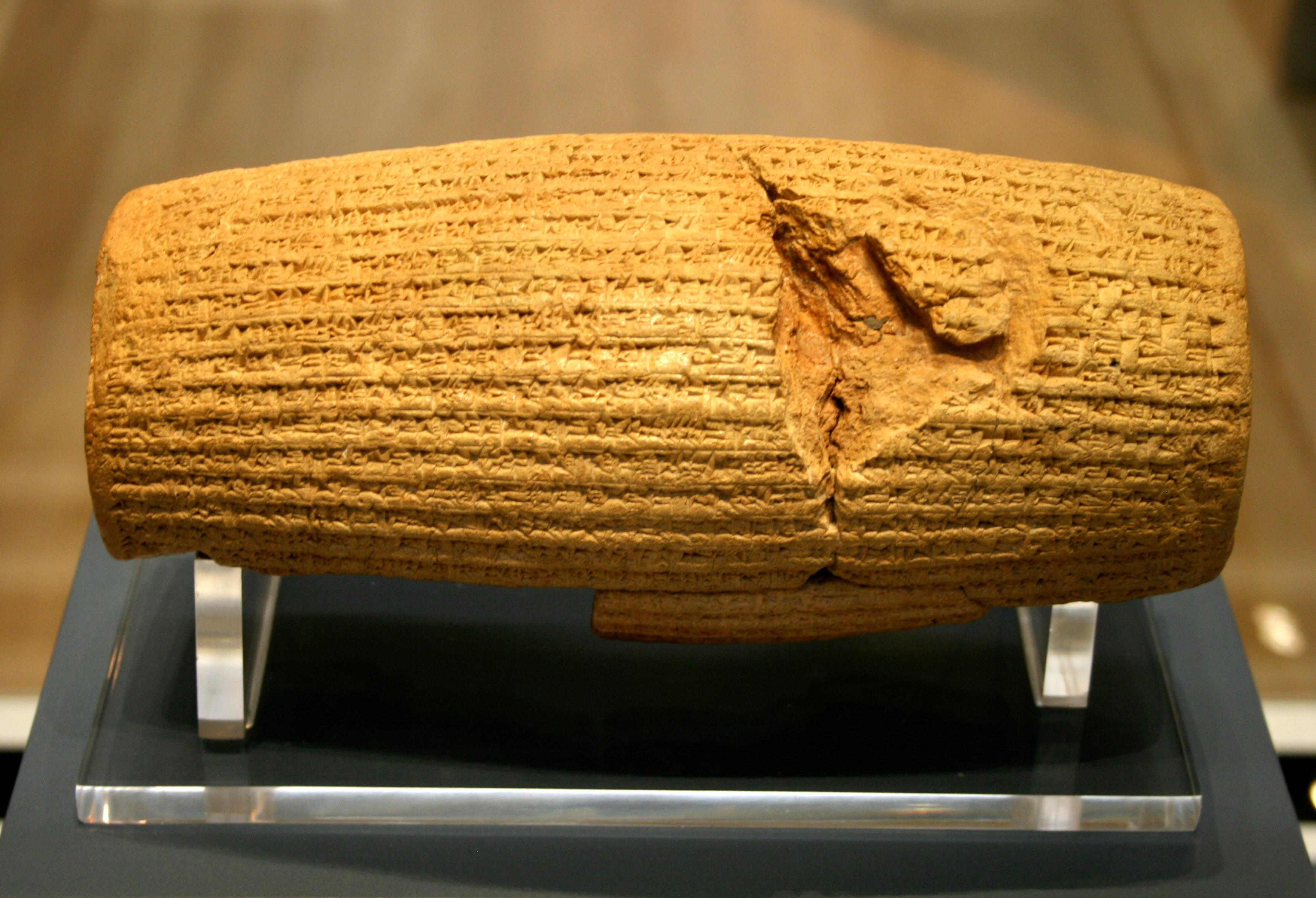
Del Cilindro de Ciro se ha dicho que es la primera declaración de derechos humanos.

Uno de los documentos más antiguos que se han vinculado con los derechos humanos es el Cilindro de Ciro, que contiene una declaración del rey persa Ciro el Grande tras su conquista de Babilonia en 530 a. C. Fue descubierto en 1879 y la ONU lo tradujo en 1971 a todos sus idiomas oficiales. Puede enmarcarse en una tradición mesopotámica centrada en la figura del rey justo, cuyo primer ejemplo conocido es el rey Urukagina, de Lagash, que reinó durante el siglo XXIV a. C., y donde cabe destacar también Hammurabi de Babilonia y su famoso Código, que data del siglo XVIII a. C. No obstante, el Cilindro de Ciro presenta características novedosas, especialmente en lo relativo a la religión. Ha sido valorado positivamente por su sentido humanista e incluso se lo ha descrito como la primera declaración de derechos humanos. Numerosos historiadores, sin embargo, consideran que el término es ajeno a ese contexto histórico.

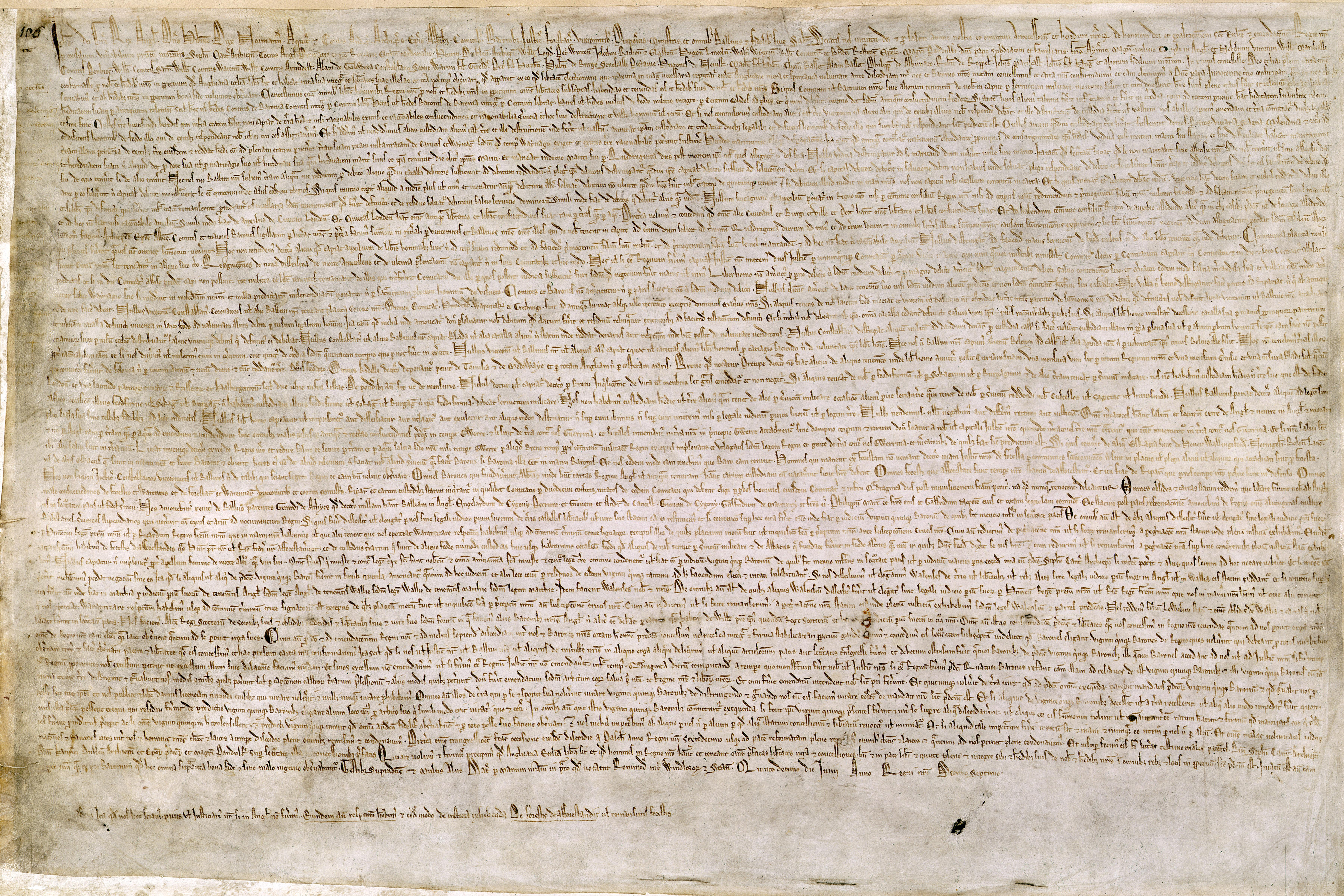
La Carta Magna, Magna Carta Libertatum de 1215. La Carta Magna fue uno de los primeros documentos del mundo que contenía el compromiso de un soberano con su pueblo de respetar determinados derechos legales

Documentos medievales y modernos, como la Carta Magna inglesa, de 1215, y la Carta de Mandén mandinga, de 1222, se han asociado también a los derechos humanos. En contra de esta idea, José Ramón Narváez Hernández afirma que la Carta Magna no puede considerarse una declaración de derechos humanos, ya que en esta época existen derechos pero solo entre iguales, y no con carácter universal: no se predica la igualdad formal de todos los seres humanos. Lo mismo sucedía en el Imperio de Malí, cuya constitución oral, la Kouroukan Fouga, refleja cómo la población se estructuraba según su tribu de origen. Estas consideraciones son extrapolables a documentos como la Bula de Oro de Andrés II en Hungría en 1222; la Confirmatio fororum et libertartum de 1283 y el Privilegio de la Unión de 1287, de Aragón ambos; las Bayerische Freiheitsbriefe und Landesfreiheitserklärungen desde 1311 o la Joyeuse Entrée de Brabante de 1356. En todos estos casos, los derechos y libertades reconocidos pertenecen al ámbito de los pactos entre el monarca y los estamentos del reino: no se trata, en suma, de derechos humanos; sino de derechos corporativos o privilegios.

#### Sociedad grecorromana
En la Grecia antigua en ningún momento se llegó a construir una noción de dignidad humana frente a la comunidad que se pudiera articular en forma de derechos, sino que se entendió que las personas pertenecían a la sociedad como partes de un todo y eran los fines de esta los que prevalecían. La única oposición a la tiranía se sustentaba en la apelación a la Ley divina como opuesta a la norma, como se muestra en el mito de Antígona, plasmado por Sófocles en la obra trágica del mismo nombre.
La sociedad griega se dividía en tres grupos principales: los ciudadanos, los metecos o extranjeros y los esclavos. La esclavitud se consideraba natural, lo que se refleja en la afirmación de Aristóteles, para quien: 

"es evidente que los unos son naturalmente libres y los otros naturalmente esclavos; y que para estos últimos es la esclavitud tan útil como justa".

La organización política se estructuraba en polis o ciudades-estado: para los griegos, la sociedad era una consecuencia necesaria de la naturaleza humana. En este contexto, las teorías políticas de Platón y Aristóteles hicieron un gran hincapié en el concepto de bien común. Para Platón, agrupados los hombres en sociedad, esta se configura en la polis, cuyo bien común se sobrepone al bien particular de los individuos que lo componen. La justicia, a su vez, es la salvaguarda del bien común, y se expresa a través de las leyes, que son los instrumentos que permiten la consecución del bien colectivo e individual. No obstante, en su afán por alcanzar una sociedad perfecta, Platón llegó a recomendar dar muerte a los recién nacidos deformes o enclenques, y matar o desterrar a los insociables.
Aristóteles también consideraba que el hombre era un ser social y que no podía realizarse fuera de la familia y la sociedad, por lo que también subordinaba el bien individual al bien común. Además, al definir la ciudad como una comunidad de ciudadanos libres, redujo el bien común al bien de un grupo social determinado que excluye a las mujeres, los extranjeros, los obreros y los esclavos. Sobre esta visión se sustenta la idea aristotélica de la justicia que afirma que:

«es tan justa la igualdad entre iguales como la desigualdad entre desiguales».

Ya en la decadencia de la cultura griega, conquistada la Hélade por Roma, se extendieron filosofías que ponían el acento en la búsqueda de la felicidad individual: entre ellos, el epicureísmo y el estoicismo. El estoicismo consideraba la razón humana como parte de un logos divino, lo que contribuyó a concebir al hombre como miembro de una familia universal más allá de la polis. Séneca, Epicteto, Marco Aurelio o Cicerón fueron algunos de los que extendieron la filosofía estoica por el mundo latino.

#### Influencia del cristianismo
La filosofía estoica, difundida en la sociedad grecorromana, concibió la idea de cosmopolitismo, a la que el cristianismo dio un sentido más espiritual para afirmar la igualdad de los hombres y las mujeres en tanto que ciudadanos del Reino de Dios y su dignidad; no obstante, según Luis de Sebastián, para los teólogos cristianos medievales la igualdad teológica era compatible con la desigualdad social: las personas nacían con un estatus social que, de acuerdo con los designios divinos, era el más adecuado para su salvación.
El cristianismo, derivado de la religión judía, heredó de ella, entre otras, la tradición del mišpat, un concepto jurídico de rica amplitud semántica. Indica las decisiones judiciales y el juicio legal justo; en relación con el derecho, aquel que se manifiesta en la defensa de los pobres y oprimidos y que se vincula a su vez con los bienes mesiánicos que se esperan. Dado que, hasta la modernidad, el término derecho se atribuía principalmente a "lo justo" como orden objetivo, en el pensamiento cristiano antiguo o medieval no existió una referencia explícita a los derechos humanos; pero sí un reconocimiento de exigencias de justicia que descendían de esta tradición judía. Por ejemplo, el Nuevo Testamento contiene enseñanzas contra la injusticia, el homicidio, el robo, la calumnia o el egoísmo en el uso de los bienes. En la Epístola de Santiago, el apóstol denunció a los empleadores que no pagan a sus empleados sus justos salarios. El cristianismo fue gradualmente derramando su doctrina en el derecho romano, mejorando la situación de los esclavos, de los hijos y de las mujeres, cuyo estatus en la filosofía cristiana era mucho más alto que en la grecorromana. En el plano económico, condenó la usura y la explotación, estableciendo las bases de la doctrina del justo precio.
Tales ideas fueron desarrolladas por los Padres de la Iglesia, proclamando un sentido social y limitado de la propiedad y de la ley. Pero fue Tomás de Aquino quien asentó las bases del orden jurídico medieval, retomando ideas de Aristóteles y Agustín de Hipona y afirmando que existe, además del derecho positivo determinado y establecido por los hombres, un derecho natural, propio de la criatura racional, que ningún hombre ni ningún gobierno puede desconocer.
La doctrina cristiana postulaba la existencia de dos reinos, el temporal y el espiritual, siguiendo la distinción hecha por Jesús de Nazaret («Dad al César lo que es del César y a Dios lo que es de Dios»). Ante el problema de la conciliación de los intereses individuales y los sociales, Tomás de Aquino afirmó en su obra Summa Theologiae que si existía un conflicto entre lo social y lo individual en el seno del mundo material, debía prevalecer el bien común. Pero, por el contrario, si el conflicto afectaba a la esfera íntima del ser humano y a su salvación, en ese caso prevalecería el bien del hombre frente al de la sociedad. En este ámbito, de existir un conflicto patente entre el derecho positivo y el derecho natural, del pensamiento tomista se desprende la existencia de un derecho de resistencia contra el arbitrio de los gobernantes.

### Conformación del concepto
La idea del derecho subjetivo, básica para concebir los derechos humanos, fue anticipada en la baja Edad Media por Guillermo de Ockham, que introdujo el concepto de ius fori o potestad humana de reivindicar una cosa como propia en juicio. La escolástica española insistió en esta visión subjetiva del derecho durante los siglos XVI y XVII: Luis de Molina, Domingo de Soto o Francisco Suárez, miembros de la Escuela de Salamanca, definieron el derecho como un poder moral sobre lo propio. Aunque mantuvieron al mismo tiempo la idea de derecho como un orden objetivo, enunciaron que existen ciertos derechos naturales, mencionando tanto derechos relativos al cuerpo (derecho a la vida, a la propiedad) como al espíritu (derecho a la libertad de pensamiento, a la dignidad). El jurista Vázquez de Menchaca, partiendo de una filosofía individualista, fue decisivo en la difusión del término iura naturalia. Este pensamiento iusnaturalista se vio auspiciado por el contacto con las civilizaciones americanas y el debate producido en Castilla sobre los justos títulos de la conquista y, en particular, la naturaleza de los indígenas. En la colonización castellana de América, se suele afirmar, se aplicaron medidas en las que están presentes los gérmenes de la idea de derechos humanos, debatidos en la conocida Controversia de Valladolid que tuvo lugar en 1550 y 1551. El pensamiento de la Escuela de Salamanca, especialmente mediante Francisco Suárez y Gabriel Vázquez, contribuyó también al impulso del iusnaturalismo europeo a través de Hugo Grocio.
Durante la Revolución inglesa, la burguesía consiguió satisfacer sus exigencias de tener alguna clase de seguridad contra los abusos de la corona y limitó el poder de los reyes sobre sus súbditos. Habiendo proclamado la Ley de Hábeas corpus en 1679, en 1689 el Parlamento impuso a Guillermo III de Inglaterra en la Bill of Rights una serie de principios sobre los cuales los monarcas no podían legislar o decidir. Se cerró así el paso a la restauración de la monarquía absoluta, que se basaba en la pretensión de la Corona inglesa de que su derecho era de designio divino. Según Antonio Fernández-Galiano y Benito de Castro Cid, la Bill of Rights puede considerarse una declaración de derechos, pero no de derechos humanos, puesto que los mismos se reconocen con alcance nacional y no se consideran propios de todo ser humano.
Durante los siglos XVII y XVIII, diversos filósofos europeos desarrollaron el concepto de derechos naturales. De entre ellos cabe destacar a John Locke y Voltaire, cuyas ideas fueron muy importantes para el desarrollo de la noción moderna de derechos. Los derechos naturales, para Locke, no dependían de la ciudadanía ni las leyes de un Estado, ni estaban necesariamente limitadas a un grupo étnico, cultural o religioso en particular. La teoría del contrato social, de acuerdo con sus tres principales formuladores, el ya citado Locke, Thomas Hobbes y Jean-Jacques Rousseau, se basa en que los derechos del individuo son naturales y que, en el estado de naturaleza, todos los hombres son titulares de todos los derechos. Estas nociones se plasmaron en las declaraciones de derechos de finales del siglo XVIII.
La causa directa del nacimiento de los Derechos Humanos, desde una perspectiva sociológica, ha sido también un importante objeto de debate. Por una parte, Georg Jellinek ha defendido que los derechos humanos estaban directamente dirigidos a permitir el ejercicio de la libertad religiosa; por otra, Karl Marx afirmó que se deben a la pretensión de la burguesía de garantizar el derecho de propiedad. Max Weber, en su obra La ética protestante y el espíritu del capitalismo, afirma que existiría una conexión entre la ética individualista en que se basaron los derechos humanos y el surgimiento del capitalismo moderno.

### Revoluciones burguesas y positivación de los derechos humanos

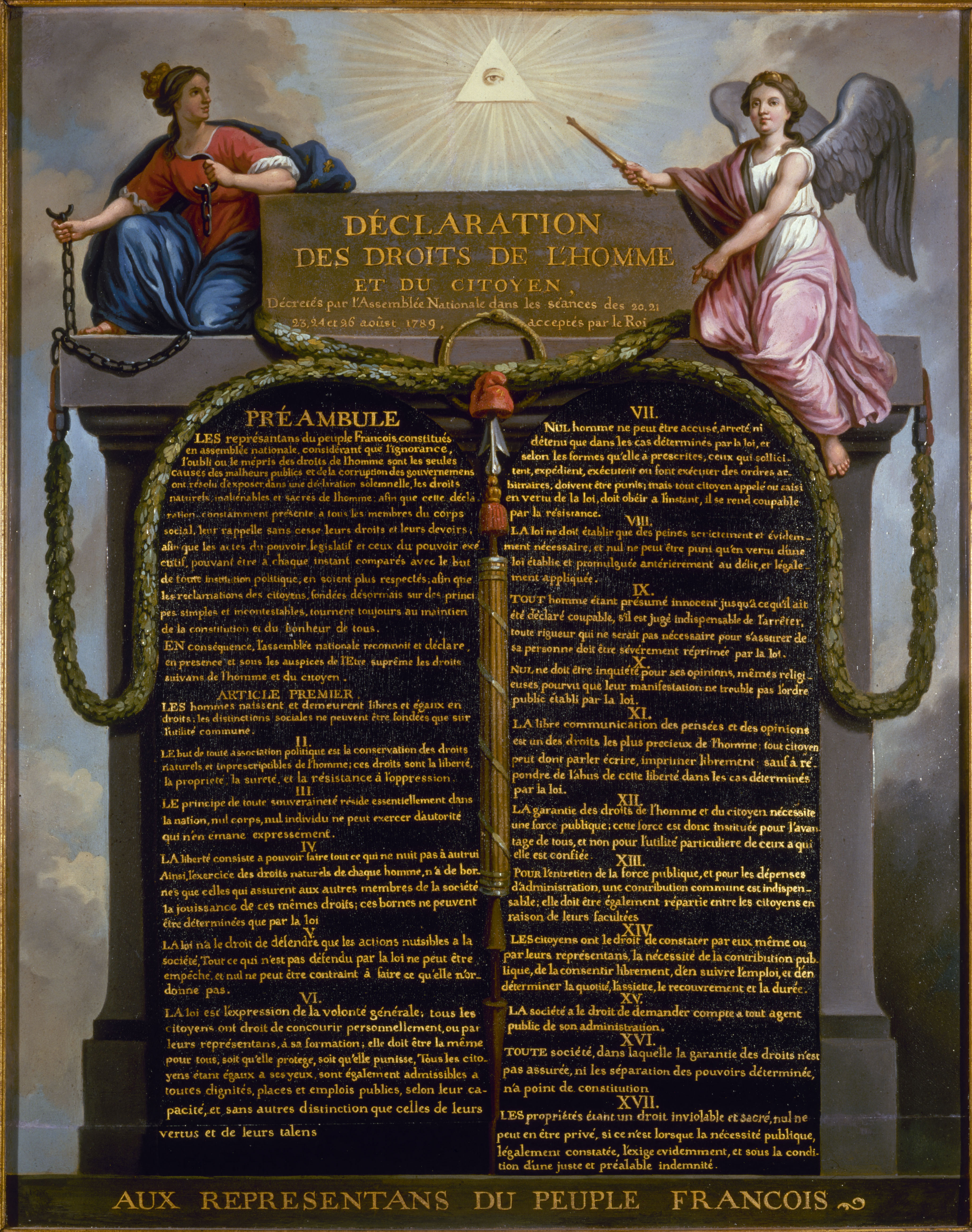
Declaración de los Derechos del Hombre y del Ciudadano, adoptada por la Asamblea Nacional francesa el 26 de agosto de 1789.

Las distintas culminaciones de la Revolución estadounidense y la Revolución francesa, hitos fundamentales del efectivo paso a la Edad Contemporánea, representan el fin o el principio, según se quiera ver, del complejo proceso de reconocimiento o creación de los derechos humanos. Si las revoluciones son el revulsivo que da lugar a la gestación de los derechos humanos, las diversas actas de nacimiento lo constituyen las declaraciones de derechos de las colonias estadounidenses. La primera declaración de derechos del hombre de la época moderna es la Declaración de Derechos de Virginia, escrita por George Mason y proclamada por la Convención de Virginia el 12 de junio de 1776. En gran medida influyó a Thomas Jefferson para la declaración de derechos humanos que se contiene en la Declaración de Independencia de los Estados Unidos, de 4 de julio de 1776. Ambos textos influyen en la francesa Declaración de los Derechos del Hombre y del Ciudadano de 1789. Estas declaraciones, fundamentadas en el iusnaturalismo racionalista, suponen la conversión del derecho subjetivo en centro del orden jurídico, y a aquel se supedita el derecho como orden social.
Fruto de este influjo iusnaturalista, los derechos reconocidos tienen vocación de traspasar las fronteras nacionales y se consideran "derechos de los hombres". Aunque el primer uso constatado de la expresión "derechos del hombre" (iura hominum) se produjo ya en 1537, en un texto de Volmerus titulado Historia diplomática rerum ataviarum, la denominación no se popularizó entre la doctrina hasta finales del siglo XVIII, con la obra de Thomas Paine The Rights of Man (1791-1792). Según se plasmó en las Declaraciones, tanto los revolucionarios franceses como los estadounidenses consideraban que estos derechos eran inalienables e inherentes a la naturaleza humana, incluso verdades "evidentes" según la Declaración de Independencia de los Estados Unidos. Pese a ello, decidieron recogerlos en declaraciones públicas, lo que se justifica por motivos jurídicos y políticos. En lo primero, debe tenerse en cuenta que para la Ilustración revolucionaria la constitución es la que garantiza los derechos y libertades, lo que explica la formulación positiva de los mismos. En lo segundo, se pretendía facilitar la salvaguarda del libre desarrollo del individuo en la sociedad frente a la arbitrariedad del poder: ya el Preámbulo de la Declaración de los Derechos del Hombre y del Ciudadano afirmó expresamente que:

"la ignorancia, la negligencia o el desprecio de los derechos humanos son las únicas causas de calamidades públicas y de la corrupción de los gobiernos".

### Nuevas demandas e internacionalización de los derechos
La noción de derechos humanos recogida en las Declaraciones, basada en la ideología burguesa del individualismo filosófico y el liberalismo económico, no experimentó grandes cambios a lo largo del siglo siguiente hasta que, ante las pésimas condiciones de vida de las masas obreras, surgieron movimientos sindicales y luchas obreras que articularon sus demandas en forma de nuevos derechos que pretendían dar solución a ciertos problemas sociales a través de la intervención del Estado, como la garantía del derecho de huelga, unas condiciones mínimas de trabajo o la prohibición o regulación del trabajo infantil. Desde la primera mitad del siglo XIX se había desarrollado una nueva filosofía social que se manifestó en el socialismo utópico, el reformismo de la Escuela Católica Social, la socialdemocracia, el anarquismo o el socialismo científico. En esta nueva fase fueron muy importantes la Revolución rusa o la Revolución mexicana y por la Reforma Universitaria de Córdoba (Argentina).
Además de las luchas obreras, a lo largo de la Edad Contemporánea los movimientos por el sufragio femenino consiguieron para muchas mujeres el derecho de voto; los movimientos de liberación nacional consiguieron librarse del dominio de las potencias coloniales; y triunfaron diversas reivindicaciones de minorías raciales o religiosas oprimidas, movimientos por los derechos civiles o movimientos de políticas de identidad que defienden la autodeterminación cultural de colectivos humanos.

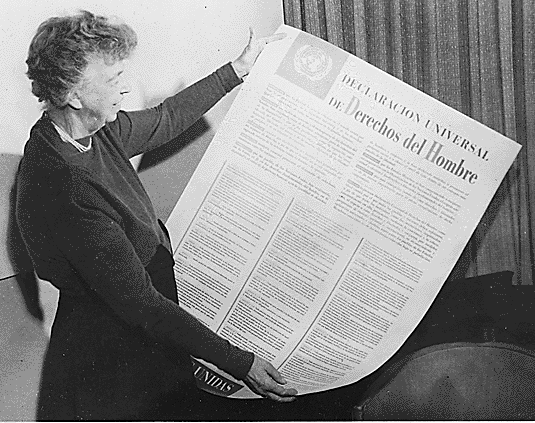
Eleanor Roosevelt sosteniendo la Declaración Universal de los Derechos Humanos en español

El siglo XX se caracterizó también por la incorporación de los derechos humanos al derecho internacional. Si a principios del siglo se afirmaba que esta rama del derecho solo regulaba las relaciones entre Estados y excluía a los particulares, el cambio fue rápido y tras la Segunda Guerra Mundial, según Juan Antonio Carrillo Salcedo, los derechos humanos podían considerarse un principio constitucional del derecho internacional contemporáneo. Es especialmente desde el nacimiento de la Organización de las Naciones Unidas, en 1945, cuando el concepto de derechos humanos se ha universalizado y alcanzado la gran importancia que tiene en la cultura jurídica internacional. El 10 de diciembre de 1948 la Declaración Universal de los Derechos Humanos fue adoptada y proclamada por la Asamblea General de las Naciones Unidas en su Resolución 217 A (III), como respuesta a los horrores de la Segunda Guerra Mundial y como intento de sentar las bases del nuevo orden internacional que surgía tras el armisticio.
Posteriormente se han aprobado numerosos tratados internacionales sobre la materia, entre los que destacan la Convención Europea de Derechos Humanos de 1950, los Pactos Internacionales de Derechos Humanos de 1966 (Pacto Internacional de Derechos Civiles y Políticos y Pacto Internacional de Derechos Económicos, Sociales y Culturales), y la Convención Americana sobre Derechos Humanos de 1969, que crean diversos dispositivos para su promoción y garantía.

## Naturaleza y fundamento
Norberto Bobbio afirma la imposibilidad de encontrar un fundamento absoluto a los derechos humanos y alega para ello cuatro razones. Primera, la ausencia de un concepto inequívoco y claro de los mismos; segunda, su variabilidad en el tiempo; tercera, su heterogeneidad; y, cuarta, las antinomias y conflictos que existen entre distintos derechos, como entre los civiles y políticos, por un lado, y los sociales y culturales, por otro. En el Coloquio del Instituto Internacional de Filosofía celebrado en L'Aquila en 1964, Bobbio propuso sustituir la búsqueda de un imposible fundamento absoluto por el estudio de las diversas fundamentaciones posibles que las ciencias sociales avalaban. Y, en cualquier caso, para el jurista italiano, el problema básico relativo a los derechos humanos no es su fundamentación, sino su puesta en práctica y protección. Pero son muchos los juristas y filósofos que no comparten esta creencia sino que, por el contrario, la fundamentación de los derechos humanos ha sido y es objeto de gran interés a lo largo del tiempo, y la mayoría considera que es una labor teórica con gran incidencia en la práctica.
Cada una de las numerosas teorías que los pensadores han desarrollado está influida por la Filosofía dominante en el momento histórico en que se gestó y parte de muy diferentes cosmovisiones y concepciones del ser humano, al que atribuyen o niegan determinadas características inmanentes. Para algunos, el eje de los derechos humanos es una serie de derechos concretos (según Herbert Hart, el derecho a la libertad; atendiendo a John Rawls, determinados derechos fundamentales que corresponden a unos deberes fundamentales; de acuerdo con Ronald Dworkin, el derecho a la igualdad ante la ley); para otros, los derechos humanos son la traducción normativa de una serie de valores, aprehendidos de la realidad o construidos socialmente. Un tercer grupo considera que los derechos humanos son criterios o límites a los que debe adecuarse la actividad de los poderes públicos o el mercado, tesis defendida tanto desde una axiología iusnaturalista (Luis Recasens Siches) como desde un iuspositivismo crítico (Luigi Ferrajoli). Finalmente, diversas teorías sostienen que los derechos humanos son la codificación de la conducta moral que, de acuerdo con David Hume, es un producto social y humano que se desarrolla en un proceso de evolución biológica y social. Las teorías sociológicas del derecho y los trabajos de Max Weber consideran que la conducta se desarrolla como un patrón sociológico de fijación de normas.
En cuanto a su fundamentación, según qué tipo de concepción se tenga sobre el derecho –iusnaturalista, iusracionalista, iuspositivista, vinculada al realismo jurídico o al dualismo jurídico, entre otras– la categoría conceptual de derechos humanos puede considerarse derivada de la divinidad, observable en la naturaleza, asequible a través de la razón, determinada por los contextos en las muchas maneras que es posible entender la Historia, una síntesis de ideas de estas u otras posiciones ideológicas y filosóficas o un mero concepto inexistente y sin validez.

### Iusnaturalismo
Son tesis iusnaturalistas las que afirman la existencia del derecho natural. Aunque en cada época se ha entendido este concepto de manera diferente, todas estas doctrinas coinciden en afirmar la existencia de una juricidad previa y fundamentadora del derecho positivo: la positivación, por lo tanto, se limitaría a declarar derechos ya existentes. En las declaraciones de derechos del siglo XVIII se refleja esta concepción, y la Declaración Universal de los Derechos Humanos afirma que: 

"todos los seres humanos nacen libres e iguales en dignidad y derechos".
Art. 1

Lo que es considerado por juristas como Hans Kelsen una clara manifestación de la doctrina del iusnaturalismo.
Algunas teorías iusnaturalistas afirman que los derechos humanos se basan en aspectos biológicos, tales como la conveniencia para la supervivencia de la especie, en el contexto de la selección natural, de una conducta basada en la empatía y el altruismo. Otras los sustentan en el orden moral natural tal y como se deriva de determinados preceptos religiosos. Consideran que la conducta moral es un conjunto de prescripciones objetivamente válidas y apelan a textos como la Biblia o el Corán. Frente a estas, desde el siglo XVII, con Hugo Grocio, ha cobrado fuerza el iusnaturalismo racionalista, de la mano de autores que se desvinculan progresivamente de la idea de Dios, basándose únicamente en la razón pura, aunque si bien existen en la actualidad diversas fundamentaciones iusnaturalistas de carácter o inspiración religiosa. Entre ellas se encuentra la Doctrina Social de la Iglesia, que retoma las ideas de los Padres de la Iglesia y Tomás de Aquino. Llegar a lo realmente humano es una de las críticas principales de las ponencias de Pablo VI en su encíclica "Humanae vitae". La vida es un sentir desde una divinidad al bien común expreso en la realidad cristiana, desde la moralidad del bienestar.
Según la Doctrina Social de la Iglesia, el fundamento sólido o inmediato de los derechos se encuentra en la ley natural, la norma -de derecho natural- que es fuente equilibrada de derechos y deberes de cada uno; a su vez, su fundamento último es Dios mismo: el orden con que Dios gobierna el universo recibe el nombre de ley eterna, del que la ley natural es una participación o derivación. Los derechos humanos son objetivos en tanto que no dependen de la subjetividad de quien es su titular o está obligado por ellos. Por tanto, no quedan sujetos a los estados de ánimo, las opiniones o la voluntad de nadie; tampoco el consenso, ni siquiera de la mayoría. Para la Iglesia Católica, además, otra característica de los derechos humanos es su sociabilidad: siendo el hombre naturalmente social, existen derechos naturales de la persona en cuanto individuo, pero también en tanto miembro de diversos grupos sociales naturales; es decir, derechos naturales de la familia, de las asociaciones o de las naciones. Por la misma razón, los derechos se ordenan al bien común y están constitutivamente limitados. Concretando más en cuanto su precisión y limitación, los derechos humanos remiten a lo justo concreto, por lo que no significan el reconocimiento de una libertad para realizar cualquier cosa, en cualquier momento o de cualquier manera.
Uno de los teóricos de derechos humanos más relevantes e influyentes fue John Locke, para quien todos los seres humanos tienen el derecho inalienable a a la vida, a la libertad y a la propiedad por el simple hecho de ser personas. Locke elevó la defensa de los derechos naturales a la categoría de principio fundamental de legitimación del gobierno y fin básico de la sociedad civil. Locke basó sus ideas en el concepto de propiedad, considerando que "el gobierno no tiene otro fin que la preservación de la propiedad". Utilizó el concepto de propiedad en un sentido amplio y en un sentido restringido. En sentido amplio, se refiere a un amplio conjunto de intereses y aspiraciones humanas; más restrictivamente, alude a los bienes materiales. Locke afirmó que la propiedad es un derecho natural y que se deriva del trabajo. Además, dijo que la propiedad precede al Estado y que este no puede disponer de la propiedad de los sujetos arbitrariamente. De acuerdo con Locke, negar el derecho de propiedad es negar los derechos humanos ya que negar este derecho implica utilizar coerción y la propiedad es indivisible de otros derechos individuales. El filósofo británico tuvo una gran influencia en el Reino Unido y fue decisivo en la filosofía en que se basó la fundación de Estados Unidos.
Locke sostuvo el principio de no agresión, según el cual "siendo todos iguales e independientes, nadie debe dañar a otro en su vida, salud, libertad o posesiones". De esta manera, el hecho de que cada ser humano nace con derechos intrínsecos debe ser legal para cualquier individuo hacer lo que desee, siempre que no inicie ni amenace con iniciar violencia física o violencia psíquica contra otro individuo o su propiedad ya que de otro modo habría coacción. Esta coacción —definida como el inicio de fuerza o violencia física, la amenaza de tal, o el fraude a las personas o sus bienes pacíficamente adquiridos— siempre es ilegítima y debe ser rechazada.
Algunos filósofos han considerado que los derechos humanos se derivan de un derecho o valor fundamental determinado. Para muchos autores, entre los que se encuentra Samuel Pufendorf, el sistema de derechos naturales del hombre se deriva de su dignidad; otros, como Hegel o Kant, afirmaron que la libertad es fundamento de los derechos humanos y, al mismo tiempo, el principal de estos. Kant representó la culminación de un proceso encaminado a depurar las teorías iusnaturalistas de elementos históricos o empíricos, al fundamentar su teoría del derecho natural en principios a priori, entendidos como exigencias de la razón práctica.
En la segunda mitad del siglo XX, y tras su decadencia en favor de las ideas iuspositivistas, el derecho natural resurgió con fuerza con multitud de teorías muy diversas. De ellas, algunas mantienen una fundamentación objetivista de los derechos humanos, en tanto que afirman la existencia de un orden de valores o principios con validez objetiva y universal, independiente de los individuos. Otras, las subjetivistas, sitúan a la autonomía humana como fuente de todos los valores; basan los derechos humanos en la autoconsciencia racional de la dignidad, libertad e igualdad humanas. Finalmente, las llamadas tesis intersubjetivistas, que surgen de un intento de síntesis entre las dos tendencias anteriores, consideran los derechos humanos como valores radicados en necesidades comunes y por lo tanto intrínsecamente comunicables.

### Iuspositivismo
Las tesis positivistas se oponen frontalmente a las iusnaturalistas, ya que consideran que el único conjunto de normas que tiene carácter jurídico es el derecho positivo. Afirman, por lo tanto, que la positivización tiene carácter constitutivo, al negar la juridicidad del derecho natural o incluso su existencia. John Austin consideró que los derechos humanos forman parte de las normas sociales que influyen en el derecho, pero no son derecho: para muchos positivistas, los derechos humanos son ideas morales, pero sin valor jurídico por sí mismas. Para que tengan dicho valor, deben incorporarse al ordenamiento jurídico: las leyes son la formulación jurídica de la voluntad soberana del pueblo y obligan a su cumplimiento. No es necesario ni procedente acudir a otro sustento que el legal.
La creciente aceptación del iuspositivismo a lo largo del siglo XIX produjo un arrinconamiento del derecho natural y motivó la plasmación de los derechos humanos, como derechos fundamentales, en las Constituciones de los países occidentales. El proceso se apoyó en la categoría de los derechos públicos subjetivos, que surgió como alternativa a la de derechos naturales, que los iuspositivistas consideraban de carácter ideológica. La teoría de los derechos públicos objetivos reconocía la personalidad jurídica del Estado, que adquiría así la titularidad de derechos y deberes. Tras el ascenso de regímenes totalitarios en los años 1920 y años 1930 y la Segunda Guerra Mundial se produjo un resurgimiento del iusnaturalismo que hizo que autores como Hans Kelsen, Alf Ross, Herbert Hart y Norberto Bobbio reaccionaran clarificando los conceptos fundamentales de las teorías positivistas. Ello provocó una diversificación del iuspositivismo que produjo tesis a veces incompatibles entre sí.
Algunas de estas tesis recientes dan cabida a la defensa de los derechos humanos. Una de ellas es la teoría dualista de los derechos, formulada por Gregorio Peces-Barba y muy similar a la articulada por Eusebio Fernández, que incorpora algunos elementos propios del iusnaturalismo, en tanto que solo los derechos con un fundamento moral son fundamentales; pero al mismo tiempo considera que la positivación es requisito necesario para que un derecho humano lo sea. Por lo tanto, concibe los derechos como la encrucijada entre lo jurídico y lo ético; y como traducción normativa de los valores de dignidad, libertad e igualdad, al tiempo que legitimadores de los poderes públicos. La teoría del garantismo jurídico, defendida por Luigi Ferrajoli, afirma que el Estado de derecho posee una legitimación formal y otra material. La legitimación formal hace referencia al imperio de la ley; la material, a la vinculación de todos los poderes del Estado a la satisfacción de los derechos fundamentales, de los cuales, según el jurista italiano, los derechos humanos son una subclase.
Ambas teorías superan un iuspositivismo puramente formal y, ciñéndose a los mecanismos internos del ordenamiento jurídico, aportan criterios materiales para garantizar la estabilización del orden jurídico y la garantía de los derechos fundamentales. María de Lourdes Souza considera que es importante considerar su contexto: el garantismo, que se basa en el estado de derecho, surge en un contexto socio-jurídico democrático que, aunque presenta tendencias regresivas, es más o menos igualitario y justo. De la misma manera, el dualismo jurídico se inserta dentro de un marco jurídico-político determinado, el del Estado social y democrático de derecho.

### Tesis realistas
Las tesis realistas pueden definirse como aquellas para las que la positivación es un requisito más, junto con otros, que influye en la efectividad de los derechos humanos. Engloba un conjunto de posiciones doctrinales muy diverso y heterogéneo, que afirman que es la práctica de las personas los que dotan de significación a los derechos humanos. Critican la concepción ideal que de estos tiene el iusnaturalismo, así como la puramente formal del iuspositivismo, afirmando que ambas corrientes son excesivamente abstractas y no tienen en cuenta las condiciones económicas y sociales de las que depende el efectivo disfrute de los derechos. Con carácter general, las tesis realistas insisten en alguno de los siguientes ámbitos: en el plano político, en las condiciones de democracia política y económica necesarias para el disfrute real de los derechos humanos; en el jurídico, en los mecanismos de garantía y protección; y en el sociológico, en la conciencia colectiva sobre derechos humanos.
La postura realista se relaciona, en gran medida, con el socialismo. Ya en La cuestión judía, una de sus primeras obras, Karl Marx criticó la noción burguesa de derechos humanos, que describió como derechos del individuo egoísta y basados en una concepción abstracta de libertad y emancipación. Para el filósofo alemán, los derechos humanos burgueses eran un conjunto de protecciones legales para la defensa de la clase propietaria de los medios de producción. Marx afirmó que son las condiciones materiales las que determinan el alcance real de los derechos humanos, y que para su realización efectiva es necesaria una auténtica emancipación política.
Helio Gallardo o Joaquín Herrera Flores afirman que los derechos humanos se sustentan en las tramas sociales, en las relaciones y experiencias intersubjetivas. Helio Gallardo considera que el fundamento de los derechos humanos son las transferencias de poder que se producen entre los grupos sociales, así como las instituciones en que se articulan y las lógicas que inspiran las relaciones sociales. Estas transferencias de poder pueden positivarse o no, y ser más o menos precarias. Para Joaquín Herrera, en una línea similar, los derechos humanos son las prácticas y medios por los que se abren espacios de emancipación que incorporan a los seres humanos en los procesos de reproducción y mantenimiento de la vida.
La teoría consensual de la verdad, desarrollada por Jürgen Habermas (perteneciente a la Escuela de Fráncfort), propone una fundamentación intersubjetiva de los valores y derechos, a través de un acuerdo racional alcanzado en unas condiciones ideales. En una línea similar, para Chaïm Perelman los derechos humanos se fundamentan en la experiencia y la conciencia morales de un consenso que se alcanza a través de un proceso determinado. Se trata de fundamentos en los que coincidan los que denomina «espíritus razonables» y que serían asimismo aprobados por «audiencias universales», los que se consideran interlocutores válidos para cada asunto.

### Utilitarismo
En un principio, el utilitarismo surgió como una alternativa a la idea de los derechos humanos, más que como una propuesta de fundamentación; aunque posteriormente John Stuart Mill y otros autores han tratado de sustentar los derechos humanos desde esta filosofía. El utilitarismo, como doctrina ética, considera

«la mayor felicidad para el mayor número como la medida de lo justo y de lo injusto».

Los utilitaristas parten del rechazo de la idea de derechos humanos como derechos naturales: especialmente crítico con dicha idea fue Jeremy Bentham, que calificó como un sinsentido la afirmación de que existen derechos previos al Estado: los derechos, de existir, son un producto social que se justifica desde el principio de la utilidad.
Según John Stuart Mill, los derechos son reglas para la maximización de la felicidad; pero añade que los derechos no son absolutos dado que, en determinadas condiciones excepcionales, su cumplimiento nos aleja tanto del fin (maximización de la utilidad social) que no cabe compensar la pérdida de felicidad con el peso, importante, que tienen.
Esta fundamentación utilitarista ha sido objeto de críticas que enfatizan la falta de garantía de los derechos humanos, que podrían ser violados para la consecución de la mayor felicidad para el mayor número. En esta línea han incidido especialmente John Rawls o James Fishkin. Thomas Nagel y muchos otros han denunciado el uso del enfoque utilitarista para justificar el uso de violencia a gran escala contra la población civil o el uso de armas de destrucción masiva entendidas como un mal menor, la forma más rápida de obtener la victoria en una guerra y evitar, supuestamente, un mayor número de muertes. La reacción de los utilitaristas ante estas críticas hicieron surgir teorías como la del utilitarismo de normas, el utilitarismo de normas ideales o la integración de un principio de respeto a las personas. Richard Brandt define el utilitarismo de normas como el que afirma que "un acto es obligatorio solo si la aceptación uniforme de una regla correspondiente maximizará la utilidad esperable". El utilitarismo de normas, por lo tanto, no valora solo los efectos de un acto específico, sino los efectos de su generalización.

## Aspectos institucionales y jurídicos
Los derechos humanos tienen una creciente fuerza jurídica, en tanto que se integran en las constituciones y, en general, en el ordenamiento jurídico de los Estados. También, en el ámbito de la comunidad internacional, por su reconocimiento en numerosos tratados internacionales –tanto de carácter general como sectorial; universal y regional– y por la creación de órganos jurisdiccionales, cuasijurisdiccionales o de otro tipo para su defensa, promoción y garantía.
Además, debido a su aceptación, diversos derechos humanos se consideran parte del derecho internacional consuetudinario y algunos incluso normas de ius cogens, tal y como han afirmado órganos internacionales como el Comité de Derechos Humanos o la Corte Internacional de Justicia. Entre ellos se encuentran la prohibición de la tortura y de la privación arbitraria de la vida o el acceso a unas mínimas garantías procesales y la prohibición de detención arbitraria.

### Derechos humanos y derechos constitucionales
Es importante diferenciar y no confundir los derechos humanos con los derechos constitucionales o fundamentales. Aunque generalmente los derechos humanos se suelen recoger dentro de los derechos constitucionales, no siempre coinciden. Para determinar qué derechos son "constitucionales" basta con recurrir al catálogo de derechos reconocidos por las constituciones políticas de los Estados; el concepto de "derechos humanos" pertenece más bien al ámbito de la Filosofía del derecho.
La relación entre ambos conceptos ha sido estudiada por numerosos autores y es problemática. De entre los que reconocen la virtualidad del concepto de derechos humanos, las teorías iusnaturalistas consideran que la existencia de los derechos humanos es independiente de su reconocimiento como derechos constitucionales. Para algunos autores, como Francisco Laporta, existiría un pequeño número de derechos humanos básicos, de los que se derivarían los derechos constitucionales más concretos.
Por su parte, para las teorías dualistas –las que otorgan importancia tanto al fundamento moral de los derechos como a su positivación– los conceptos de derechos humanos y derechos constitucionales tendrían un contenido equivalente. Luigi Ferrajoli considera, en su teoría del garantismo jurídico, que, siendo los derechos constitucionales o fundamentales los reconocidos en la carta magna de los Estados, los derechos humanos son aquellos que se reconocen a todos, independientemente de su ciudadanía y su capacidad de obrar: la constitución de un país, por ejemplo, puede otorgar derechos a sus ciudadanos que no abarquen a los no nacionales (por ejemplo, el derecho al voto). En ese caso se trataría de derechos constitucionales que se reconocen al ciudadano, pero no podrían ser derechos humanos si no se reconoce a todas las personas sean de la condición que sean.

## Clasificación

### Propuesta de T.H. Marshall
En 1950 el británico Thomas Humphrey Marshall publicó Citizenship and Social Class ('Ciudadanía y clase social') versión ampliada de la serie de conferencias que había pronunciado en la Universidad de Cambridge el año anterior. Tomando como referencia la historia de Inglaterra, defendía la tesis de que los derechos del ciudadano se componían de tres tipos de derechos:
- Derechos civiles (desarrollados desde fines del siglo XVII y a lo largo del siglo XVIII). Se compondrían de «los derechos necesarios para la libertad individual: libertad de la persona, de expresión, de pensamiento y religiosa, derecho a la propiedad y a establecer contratos válidos y derecho a la justicia».
- Derechos políticos (desarrollados especialmente en el siglo XIX). Incluirían  «el derecho a participar en el ejercicio del poder político como miembro de un cuerpo investido de autoridad política, o como elector de sus miembros».
- Derechos sociales (desarrollados en el siglo XX). Abarcarían «desde el derecho a la seguridad y a un mínimo bienestar económico al de compartir plenamente la herencia social y vivir la vida de un ser civilizado conforme a los estándares predominantes en la sociedad». Sobre este tercer tipo de derechos Marshall puntualizó que, a diferencia de los otros dos tipos de derechos que pueden definirse con precisión (como el derecho a un juicio justo, entre los derechos civiles; o el derecho a voto, entre los derechos políticos), los derechos sociales tienen una naturaleza distinta ya que atañen a la calidad de vida (se reconoce el derecho a la educación pero este no prescribe el nivel que deben alcanzar las escuelas). Por otro lado, para Marshall, como ha señalado Derek Heater, «los derechos sociales, que hasta entonces habían pasado desapercibidos como componentes de la ciudadanía, son básicos para el disfrute efectivo de los derechos civiles y políticos, pues la pobreza y la ignorancia merman inevitablemente el deseo y la oportunidad de poder beneficiarse de ellos».

Cincuenta años después de la publicación de Citizenship and Social Class todavía se seguía considerando la contribución de Marshall como «inestimable» («Tras la publicación Del contrato social de Rousseau, tendríamos que esperar dos siglos para encontrar un texto de relevancia sobre ciudadanía», afirma Derek Heater) y como «la aportación más significativa a la teoría social y política realizada en este siglo [XX] por un británico».

### Tres generaciones de derechos humanos
Aunque la mayoría de las doctrinas jurídicas distinguen varias generaciones de derechos humanos, existen múltiples y diferentes clasificaciones. Todas suelen coincidir al describir la primera generación, pero posteriormente se ramifican y se vuelven más complejas. Además, existen al menos dos concepciones de esta visión generacional. Para una de ellas, son expresión de una racionalidad que se realiza progresivamente en el tiempo; para otras, cada generación de derechos humanos es expresión de una racionalidad diferente y puede entrar en conflicto con las demás. Por otra parte, existen posiciones que evitan pronunciarse acerca de las categorías de derechos humanos y más bien tienden a enfocarlos como un sistema unitario.
Cada nueva generación, que se clasifica cronológicamente en relación con las anteriores, ha sido objeto de críticas. Si ya los derechos de la primera generación fueron criticados, también sucedió con los derechos de la segunda durante el siglo XX, si bien en la actualidad la casi totalidad de los juristas los aceptan. Hoy en día es objeto de debate la existencia de una tercera generación de derechos humanos ya que, tanto desde el punto de vista jurídico como político, se critica la indeterminación de esta categoría y su difícil garantía. No obstante estas objeciones, existen teorías que hablan de cuatro e incluso cinco generaciones de derechos humanos.
La división de los derechos humanos en tres generaciones fue concebida por primera vez por Karel Vašák en 1979. Cada una se asocia a uno de los grandes valores proclamados en la Revolución francesa: libertad, igualdad, fraternidad.
Los derechos de primera generación son los derechos civiles y políticos, vinculados con el principio de libertad. Generalmente se consideran derechos de defensa o negativos, que exigen de los poderes públicos su inhibición y no injerencia en la esfera privada. Por su parte, los derechos de segunda generación son los derechos económicos, sociales y culturales, que están vinculados con el principio de igualdad. Exigen para su realización efectiva de la intervención de los poderes públicos, a través de prestaciones y servicios públicos. Existe cierta contradicción entre los derechos contra el Estado (primera generación) y los derechos sobre el Estado (segunda generación). Los defensores de los derechos civiles y políticos califican frecuentemente a los derechos económicos, sociales y culturales como falsos derechos, ya que el Estado no puede satisfacerlos más que imponiendo a otros su realización, lo que para estos supondría una violación de derechos de primera generación.
Por su parte, la tercera generación de derechos, surgida en la doctrina en los años 1980, se vincula con la solidaridad. Los unifica su incidencia en la vida de todos, a escala universal, por lo que precisan para su realización una serie de esfuerzos y cooperaciones en un nivel planetario. Normalmente se incluyen en ella derechos heterogéneos como el derecho a la paz, a la calidad de vida o las garantías frente a la manipulación genética, aunque diferentes juristas asocian estos derechos a otras generaciones: por ejemplo, mientras que para Vallespín Pérez la protección contra la manipulación genética sería un derecho de cuarta generación, para Roberto González Álvarez es una manifestación, ante nuevas amenazas, de derechos de primera generación como el derecho a la vida, la libertad y la integridad física.

### Pactos y convenciones de derechos humanos
Los siguientes pactos y convenciones han sido adoptados por numerosas organizaciones, entre ellas la Organización de las Naciones Unidas. Algunos países han firmado y ratificado los pactos, otros solo los han firmado y otros no los han firmado ni ratificado.
| Evento | Fecha de adopción       | Fecha de entrada en vigor | Número de países que lo ratificaron |
| --- | ----------------------- | ------------------------- | ----------------------------------- |
| Pacto Internacional de Derechos Económicos, Sociales y Culturales                                                      | 16 de diciembre de 1966 | 3 de enero de 1976        | 164                                 |
| Pacto Internacional de Derechos Civiles y Políticos                                                                    | 16 de diciembre de 1966 | 23 de marzo de 1976       | 167                                 |
| Convención Internacional sobre la Eliminación de todas las Formas de Discriminación Racial                             | 21 de diciembre de 1965 | 4 de enero de 1969        | 167                                 |
| Convención Internacional para la protección de todas las Personas contra las Desapariciones Forzadas                   | 20 de diciembre de 2006 | 23 de diciembre de 2010   | 53                                  |
| Convención sobre la Eliminación de Todas las Formas de Discriminación contra la Mujer                                  | 18 de diciembre de 1979 | 3 de septiembre de 1981   | 187                                 |
| Convención contra la tortura y otros tratos o penas crueles, inhumanas o degradantes                                   | 10 de diciembre de 1984 | 26 de junio de 1987       | 161                                 |
| Convención sobre los Derechos del Niño                                                                                 | 20 de noviembre de 1989 | 18 de enero de 2002       | 196                                 |
| Convención internacional sobre la protección de los derechos de todos los trabajadores migratorios y de sus familiares | 18 de diciembre de 1990 | 1 de julio de 2003        | 149                                 |
| Convención Internacional sobre los Derechos de las Personas con Discapacidad                                           | 13 de diciembre de 2006 | 3 de mayo de 2008.        | 173                                 |

### Otras propuestas
Autores como David Vallespín Pérez, Franz Matcher, Antonio Pérez Luño, Augusto Mario Morello, Robert B. Gelman, Javier Bustamante Donas y Juan Carlos Riofrío Martínez-Villalba afirman que está surgiendo una cuarta generación de derechos humanos. No obstante, el contenido de la misma no es claro, y estos autores no presentan una propuesta única. Normalmente toman algunos derechos de la tercera generación y los incluyen en la cuarta, como el derecho al medio ambiente o aspectos relacionados con la bioética. Javier Bustamante afirma que la cuarta generación viene dada por los derechos humanos en relación con las nuevas tecnologías, mientras Riofrío prefiere hablar de derechos digitales, donde se encontrarían una nueva gama de derechos, como:
- El derecho a existir digitalmente
- El derecho a la reputación digital
- La estima digital
- La libertad y responsabilidad digital
- La privacidad virtual, el derecho al olvido, el derecho al anonimato
- El derecho al big-reply
- El derecho al domicilio digital
- El derecho a la técnica, al update, al parche
- El derecho a la paz cibernética y a la seguridad informática
- El derecho al testamento digital

Otros señalan que el elemento diferenciador sería que, mientras las tres primeras generaciones se refieren al ser humano como miembro de la sociedad, los derechos de la cuarta harían referencia al ser humano en tanto que especie.
Tal idea había quedado acordada en la Carta de las Naciones Unidas (ver punto 5) cuando en su preámbulo se escribió:

"nosotros los Pueblos de las Naciones Unidas resueltos … a reafirmar la fe en los derechos fundamentales del hombre, en la dignidad y el valor de la persona humana, en la igualdad de derechos de hombres y mujeres y de las naciones grandes y pequeñas... hemos decidido sumar nuestros esfuerzos para realizar estos designios"

Y luego de manera más explícita, cuando expresaron entre sus propósitos el siguiente:

"realizar la cooperación internacional en la solución de problemas internacionales de carácter económico, social, cultural o humanitario, y en el desarrollo y estímulo del respeto de los derechos humanos y a las libertades fundamentales de todos, sin hacer distinción por motivos de raza, sexo, idioma, religión".

Para el cumplimiento de tal propósito inicialmente se continuaba concibiendo como agente inmediato al Estado, a cuya custodia la tradición occidental había confiado cierto número de garantías al ciudadano, a partir de las revoluciones inglesas, norteamericanas y francesas. Mas el precario desarrollo de la democracia en el mundo, la amarga experiencia de la Segunda Guerra Mundial y la caótica situación política creada por sus consecuencias en muchas naciones demostraba la consagración de los derechos humanos en constituciones y leyes internas que no eran suficientes para asegurar su protección y respeto por parte de los gobiernos. En numerosos Estados, por factores diversos, la protección del derecho nacional resultaba eliminada, suspendida, inoperante o abiertamente conculcada por gobiernos de fuerza o de careta jurídica.
Helio Gallardo, por su parte, defiende la existencia de cinco generaciones de derechos humanos, que identifica con las reivindicaciones de diferentes grupos sociales. Serían los derechos civiles y políticos, reclamados por la burguesía; los económicos, sociales y culturales, propios de los movimientos obreros y antiesclavistas; los derechos de los pueblos y sectores diferentes, incluyendo las luchas de descolonización y feministas; los ambientales, que define como derechos las generaciones futuras; y los relativos al control del cuerpo y la organización genética de uno mismo, enfrentados a la mercantilización del interior de la vida.

## Derechos Humanos delsigloXXI: la Declaración Universal de Derechos Humanos Emergentes
La Declaración Universal de los Derechos Humanos Emergentes (DUDHE) surge de un proceso de diálogo de diversos componentes de la sociedad civil, organizado por el Instituto de Derechos Humanos de Cataluña en el marco del Foro Universal de las Culturas Barcelona 2004, titulado Derechos Humanos, Necesidades Emergentes y Nuevos Compromisos. El 2 de noviembre de 2007, en el marco del Fórum de Monterrey (México) es aprobada la DUDHE.
Los derechos humanos emergentes suponen una nueva concepción de la participación de la sociedad civil, dando voz a organizaciones y agrupaciones nacionales e internacionales que tradicionalmente han tenido poco o ningún peso en la configuración de las normas jurídicas, como las ONG, los movimientos sociales y las ciudades, frente a los retos sociales, políticos y tecnológicos que plantea la globalización y la sociedad global. La DUDHE no pretende sustituir ni quitar vigencia a la Declaración Universal de Derechos humanos de 1948, ni a los instrumentos nacionales o internacionales de protección de los derechos humanos, más bien pretende actualizar, complementar, responder a los retos de la sociedad global y actuar como complemento desde el punto de vista de la ciudadanía participativa.

Nosotros, ciudadanas y ciudadanos del mundo, miembros de la sociedad civil comprometidos con los Derechos Humanos, formando parte de la comunidad política universal, reunidos en ocasión del Foro Universal de las Culturas en Barcelona 2004 y Monterrey 2007, e inspirados por los valores de respeto a la dignidad del ser humano, libertad, justicia, igualdad y solidaridad, y el derecho a una existencia que permita desarrollar estándares uniformes de bienestar y de calidad de vida para todos […]
Preámbulo de la Declaración Universal de los Derechos Humanos Emergentes

## Derecho humano a la paz
Desde la Declaración Universal de los Derechos Humanos, el concepto de paz ha ido experimentando evoluciones conceptuales que han llevado a considerarla como una paz «positiva y dinámica que comporta el respeto de los derechos humanos y el desarrollo integral de los pueblos» y no como el mero hecho de la ausencia de violencia.
A lo largo del tiempo el concepto ha ido englobando otros aspectos como la resolución de conflictos y el desarme, el desarrollo socioeconómico, los derechos humanos y los problemas medioambientales. Es decir, la paz ya no se considera como aquel estado posterior al fin de un conflicto. La paz «tiene un sentido positivo con un triple objetivo: lograr la satisfacción de las necesidades básicas de todos los seres humanos, la eliminación de todo tipo de violencia (estructural, familiar, conyugal) y el respeto efectivo de todos los derechos humanos (…)». Tener y vivir en paz no solo quiere decir no vivir en guerra, sino que implica la satisfacción de las necesidades básicas, un desarrollo económico, social, político y cultural garantizado; el respeto al medio ambiente y la exigencia de la justicia y conocimiento de la verdad, así como el asilo. De este modo, la paz es una consecuencia de la satisfacción y existencia de los otros Derechos Humanos y, por ende, también inherente a todo ser humano.
Esta reciente concepción implica, entonces, considerar la paz como un derecho individual pero también colectivo, puesto que «las personas, los grupos, los pueblos y toda la humanidad tienen el derecho inalienable de una paz justa, sostenible y duradera», condiciones garantizadas, entre otros, por parte de los estados. Esto implica considerar que la paz es un derecho de tercera generación o derecho de la solidaridad. Los derechos de Tercera Generación o de la solidaridad son derechos colectivos surgidos en la década de los 60 que contemplan, por ende, cuestiones de carácter supranacional. Su resolución afecta a conjuntos específicos de la sociedad y, por lo tanto, contienen intrínsecamente el valor de la corresponsabilidad.
Esta visión cristalizó en España con la Declaración de Luarca del Derecho a la Paz en 2006 recogida por la Asociación Española para el Derecho Internacional de los Derechos Humanos (AEDIDH). En su preámbulo ya se menciona que la «paz no se limita a la estricta ausencia de conflicto armado». Poco después el texto:

«califica el derecho humano a la paz como un derecho con entidad propia, vocación universal y carácter intergeneracional. La paz es un derecho y una necesidad de las personas y de los grupos (…). Con estos presupuestos el derecho a la paz se sitúa claramente entre los llamados derechos de la solidaridad, de corte marcadamente colectivo y que, aunque con contenido propio, reposan sobre los derechos individuales».

La Declaración de Luarca reconoce los siguientes derechos: derecho a la educación en y por la paz y el resto de derechos humanos; derecho a la seguridad humana y a vivir en un entorno seguro y sano; derecho al desarrollo y al medio ambiente sostenible; derecho a la desobediencia y a la objeción de conciencia; derecho de resistencia contra la opresión y el totalitarismo; derecho al desarme; libertad de pensamiento, opinión, expresión, conciencia y religión; derecho al refugio; derecho a emigrar y a participar; derechos de las víctimas y de los grupos en situación de vulnerabilidad.
También considera obligaciones. Esencialmente, son los estados y la ONU las principales responsables de garantizar el derecho humano a la paz. Los estados tienen la obligación de adoptar medidas para construir y consolidar la paz, así como de proteger a la Humanidad de la guerra. Por otro lado, la ONU debe ser fortalecida en la doble acción de prevenir las violaciones y proteger los derechos humanos y la dignidad humana, incluido el derecho humano a la paz.
Otras entidades han adoptado la Declaración en sus ciudades (como es el caso de Barcelona de la mano del Instituto Catalán Internacional por la Paz, ICIP, en 2010) y actualmente hay diversos grupos de trabajo concentrados en integrar el derecho a la paz en el derecho internacional ayudándose, entre otros, de la Alianza Mundial del Derecho Humano a la Paz.
El preámbulo de los dos Pactos Internacionales de Derechos Humanos ya considera que

«la libertad, la justicia y la paz en el mundo tienen por base el reconocimiento de la dignidad intrínseca y de los derechos iguales e inalienables de todos los miembros de la familia humana».

En la misma línea le sigue la Proclamación de Teherán (1968), la Declaración sobre el progreso y el desarrollo en lo social (1969) y l a Declaración de Viena (1993).
Actualmente, existen instrumentos internacionales que consagran el derecho a la paz como un derecho humano, pero son todas resoluciones de carácter declarativo, sin poder jurídico. Así, el derecho a la paz está reconocido,[cita requerida] pero de momento no tiene protección jurídica, responsabilidad o medio de ser garantizado. Es por esta razón que urge incorporar el derecho humano a la paz en un tratado internacional que, debidamente ratificado, tendría efectos en los sistemas jurídicos internos. Pero, para generar obligaciones entre los estados, el derecho a la paz debe ser incorporado en los tratados internacionales. Hay tres formas para ello: en un protocolo adicional al Convenio Europeo de Derechos Humanos y las Libertades Fundamentales, en un nuevo pacto de derechos de tercera generación y en una Declaración de la Asamblea General de Naciones Unidas.
Las opciones anteriores no son sencillas. Por lo que respecta a la primera opción no podría considerarse válida puesto que, para garantizar el cumplimiento del Convenio se creó un órgano judicial para proteger los derechos civiles y políticos que se desprenden del Protocolo. Estos no se tutelan igual que los derechos económicos, sociales y culturales puesto que estos son colectivos y de desarrollo progresivo. La paz es un derecho colectivo, pero también tiene elementos de carácter individual que permitirían a las víctimas acudir a la justicia internacional. Un nuevo pacto de derechos de tercera generación es beneficioso en cierto modo porque los derechos de tercera generación deben tratarse de forma especial al ser fundamentalmente colectivos. Sin embargo, y como se ha mencionado antes, el derecho a la paz tiene una dimensión individual que se vería privada al no poder ser justiciable mediante esta vía. Finalmente, el último método produciría un gran impacto teórico a nivel internacional, pero poco relevante en términos jurídicos. La Declaración en sí misma carece de efectos jurídicos y, por lo tanto, los estados no se ven obligados a su cumplimiento. En este caso, una declaración sería el paso previo para que se escalase e incorporase en un tratado internacional.